# Premiata Forneria Marconi
La Premiata Forneria Marconi, nota anche con l'acronimo PFM, è un gruppo musicale rock progressivo italiano formato a Milano nel 1971.
Tra i gruppi italiani rock progressivo degli anni settanta (Banco del Mutuo Soccorso, Stormy Six, Osanna, Acqua Fragile, The Trip, Goblin, Area, Perigeo, Le Orme, Opus Avantra, New Trolls), la Premiata Forneria Marconi è stata l'unica a ottenere successo fuori dai confini nazionali e in particolare negli Stati Uniti d'America. All'epoca fu tra i pochi complessi italiani a entrare nella classifica degli album nella celebre rivista statunitense Billboard.
È musicalmente imparentata con band come i Genesis, la parte progressive dei Pink Floyd o i primi King Crimson e Gentle Giant. Inoltre ha saputo evolvere il proprio stile anche nei decenni successivi grazie anche alle notevoli doti tecniche dei suoi componenti.

## Storia del gruppo

### Quelli
La Premiata Forneria Marconi è a tutti gli effetti l'evoluzione musicale e artistica di Quelli, un quintetto che nella seconda metà degli anni sessanta si era fatto conoscere nell'ambiente della discografia italiana per la qualità, la preparazione e la tecnica strumentale dei suoi componenti. Il batterista Franz Di Cioccio, il chitarrista Franco Mussida, il tastierista Flavio Premoli, il bassista Giorgio "Fico" Piazza e il cantante Teo Teocoli (che li abbandona nel 1967), componenti portanti del complesso, erano tra i più richiesti musicisti di sala italiani ed incidevano per Mina, Lucio Battisti, Fabrizio De André e tanti altri.
Furono proprio le loro doti tecniche a permettere ai componenti della band di diventare qualcosa di più di session men di lusso. Alla fine degli anni sessanta il rock si stava evolvendo in nuove forme attingendo da quasi tutti gli altri generi musicali. Il rock progressivo, che stava muovendo i primi significativi passi soprattutto nel Regno Unito, richiedeva grandi doti strumentali e tecniche. Iniziavano a imporsi complessi formati da strumentisti eccellenti, molti dei quali diventeranno i maggiori virtuosi della storia del rock. Il nuovo genere, ricco di accenti classici, folk, jazz, ecc., si dimostrò ideale per i componenti del quintetto Quelli. Era l'idea, caposaldo del progressive, di comunicare principalmente con gli strumenti, proprio perché l'evoluzione della tecnica strumentale rock permetteva di allargare l'orizzonte musicale dallo schema della canzone a quello del movimento, della suite o, addirittura, della sinfonia e dell'opera.

### Il nuovo inizio: i Krel
La svolta decisiva, nel 1970, fu l'abbandono della forma canzone per passare a composizioni di taglio più elaborato: il quartetto Quelli cambia quindi nome in Krel (dal nome di un pianeta presente nel racconto Il verdetto di Arthur J. Cochran) e incide tre canzoni: due pubblicate su 45 giri (Fin che le braccia diventino ali/E il mondo cade giù, con testi di Vito Pallavicini per entrambi i brani e collaborazione di Umberto Balsamo per le musiche di E il mondo cade giù), e una in una compilation pubblicata dalla Dischi Ricordi e dedicata alle canzoni del Festival di Sanremo di quell'anno (Pa' diglielo a ma' , presentata da Ron in coppia con Nada e arrangiata dai Krel in versione più rock dell'originale).

### Il cambio di nome

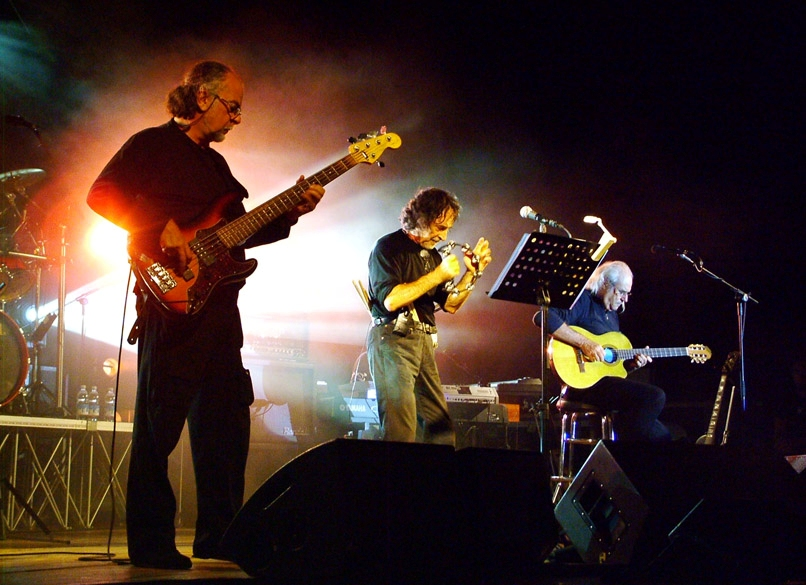
Premiata Forneria Marconi dal vivo

Risultò fondamentale, per il passaggio da Krel a Premiata Forneria Marconi, l'incontro da parte dei quattro musicisti con il violinista e flautista Mauro Pagani (proveniente dai Dalton), durante le registrazioni del disco La buona novella di Fabrizio De André. Il virtuosismo, la cura dedicata all'arrangiamento e l'improvvisazione erano gli elementi che il complesso, allargato a Pagani, stava apprendendo dai King Crimson, dai Jethro Tull e dagli esponenti del nuovo rock (o musica pop com'era allora chiamata in Italia con un'accezione completamente diversa da quella attuale). Pur continuando a svolgere il ruolo di session men e a partecipare a progetti altrui (Di Cioccio entrò per qualche tempo nella Equipe 84), i Krel si stavano ormai dedicando completamente allo sviluppo del loro nuovo linguaggio musicale. Poiché con la loro casa discografica dell'epoca non trovarono spazio, decisero di seguire Lucio Battisti, Mogol e altri che, abbandonata la Ricordi, avevano fondato una loro etichetta indipendente, la Numero Uno.
Con il passaggio alla nuova etichetta e al nuovo genere si rese necessario cambiare anche nome, e fra le tante proposte la scelta si ridusse a Isotta Fraschini oppure a Forneria Marconi, scegliendo infine il secondo, derivato dal nome di una forneria frequentata da Pagani nella sua città d'origine, Chiari (Brescia), a cui aggiunsero Premiata. Secondo i discografici il nome era troppo lungo, ma all'obiezione il gruppo rispose sostenendo che più un nome era difficile da ricordare, più sarebbe stato difficile dimenticarlo.
Grazie all'impresario Franco Mamone e a Francesco Sanavio, la formazione iniziò una proficua attività come gruppo di supporto nei concerti italiani di vari artisti come i Procol Harum, gli Yes e i Deep Purple. Fu tramite queste esibizioni che la PFM ebbe modo di farsi conoscere dall'allora grande popolo degli appassionati di rock. Nel 1971 parteciparono alla prima edizione del "Festival di avanguardia e nuove tendenze" di Viareggio con la canzone La carrozza di Hans, vincendo l'edizione a pari merito con Mia Martini e gli Osanna.

### L'esperienza discografica

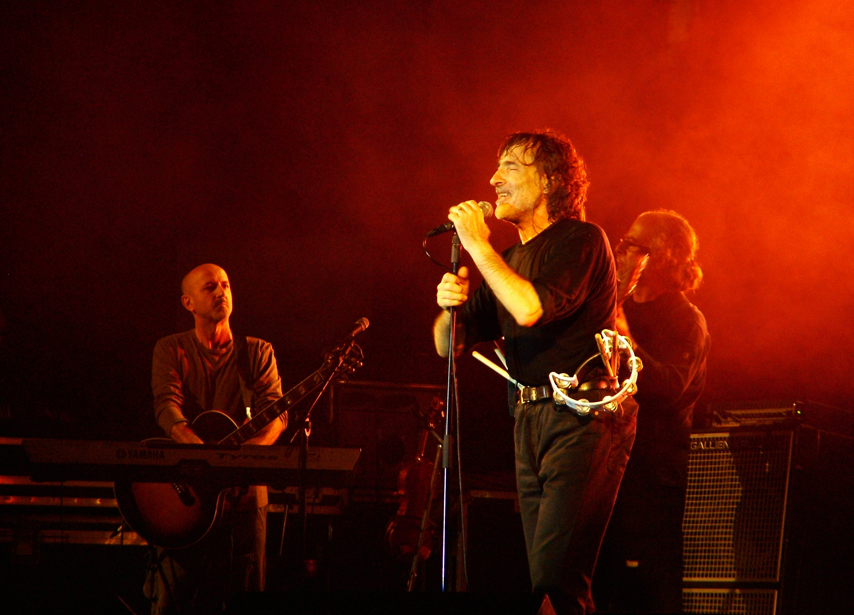
Franz Di Cioccio

Nel 1971 uscì il primo disco della Premiata Forneria Marconi, il singolo La carrozza di Hans/Impressioni di settembre, seguito all'inizio del 1972 dall'album Storia di un Minuto. Il brano Impressioni di settembre (di Mussida e Pagani su testo di Mogol) divenne presto uno dei loro cavalli di battaglia e un classico della musica italiana. Il gruppo decise di incidere il disco in presa diretta in studio, per non perdere l'impatto e l'energia trasmessa dalle loro già celebri esibizioni dal vivo.
Tra l'altro, proprio con questo album, per la prima volta in Italia venne utilizzato il sintetizzatore Minimoog, che, a quanto pare, all'epoca non era alla portata nemmeno della Premiata Forneria Marconi, la quale dovette utilizzare in prestito l'unico esemplare in possesso dell'importatore italiano.
Il primo album ebbe un grande successo e fu lodato molto anche dai critici. Alla fine del 1972 uscì il secondo, Per un amico. La musica era più complessa, più elaborata, più vicina al rock progressivo che si suonava nel Regno Unito in quel periodo. Il 20 dicembre di quell'anno, durante un concerto a Roma per la presentazione del nuovo album, la Premiata Forneria Marconi fu ascoltata dal bassista e cantante Greg Lake degli Emerson, Lake & Palmer (anche nelle file dei primi King Crimson), che, entusiasta, li portò a Londra alla sede della Manticore al cospetto del paroliere e ispiratore dei King Crimson e poi produttore dei Roxy Music, Peter Sinfield.

### Il successo internazionale

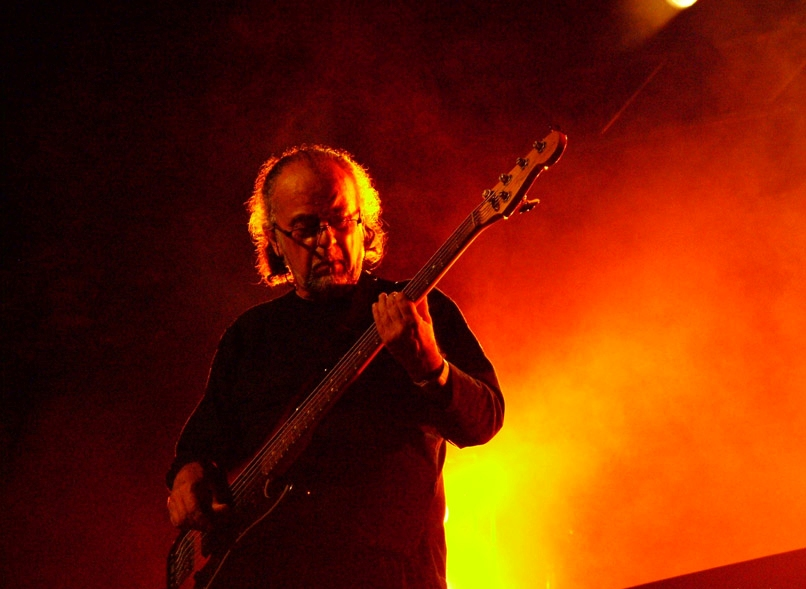
Patrick Djivas

Peter Sinfield decise di scrivere i testi inglesi dei pezzi della Premiata Forneria Marconi e di produrli per il mercato internazionale. Decise anche di ridurre il nome del gruppo in PFM, più facile da pronunciare, per gli anglofoni, del nome originale. Nel gennaio del 1973 Mussida e compagni tornarono a Londra per registrare il loro primo album internazionale al Command Studio, una edizione in lingua inglese del secondo disco Per un amico, intitolata Photos of Ghosts e pubblicata dalla Manticore. Le prime esibizioni inglesi lasciarono la critica locale piuttosto freddina nei confronti del gruppo, considerato "troppo italiano". Invece il singolo tratto dall'album, Celebration (versione inglese di È festa) ebbe un notevole successo radiofonico grazie anche al bellissimo riff di sintetizzatore che divenne il marchio di fabbrica del gruppo. Il 26 agosto la PFM si esibì con grande successo al Reading Festival, il più importante evento rock inglese dell'epoca (lo stesso giorno si esibirono i Genesis e i francesi Magma).
Dopo l'esibizione di Reading, Photos of Ghosts entrò sia nella classifica britannica che in quella statunitense di Billboard. La Premiata Forneria Marconi fu indicata come uno dei gruppi rivelazione dell'anno nei referendum delle più importanti testate musicali britanniche (Melody Maker e NME). L'attività dal vivo internazionale divenne frenetica: il gruppo girò l'Europa con Sinfield e il sassofonista britannico Mel Collins.
Nel 1973 il bassista Giorgio "Fico" Piazza venne sostituito da Patrick Djivas, proveniente dagli Area, che si unì al gruppo poco prima della registrazione del loro terzo album, L'isola di niente, avvenuta nel 1974 a Londra. Anche di questo disco fu realizzata una versione inglese, The World Became the World, che fu lanciata dalla Manticore nel mercato statunitense. Il gruppo partì quindi per il suo primo tour negli Stati Uniti d'America, da cui fu tratto nel 1974 il primo album dal vivo Cook (pubblicato in Italia come Live in USA). Cook entrò nella classifica di Billboard e la tournée da cui il disco è tratto permise al gruppo di suonare per 50 date nel Nord America e di esibirsi anche in concerti trasmessi alla televisione. Dopo quattro mesi di ininterrotta attività negli Stati Uniti al fianco di Peter Frampton (con il quale condividevano il management e che alla fine della serie di concerti registrò il fortunatissimo Frampton Comes Alive), il gruppo fece ritorno in Italia prima di aver completato il necessario percorso per "sfondare" definitivamente oltreoceano.

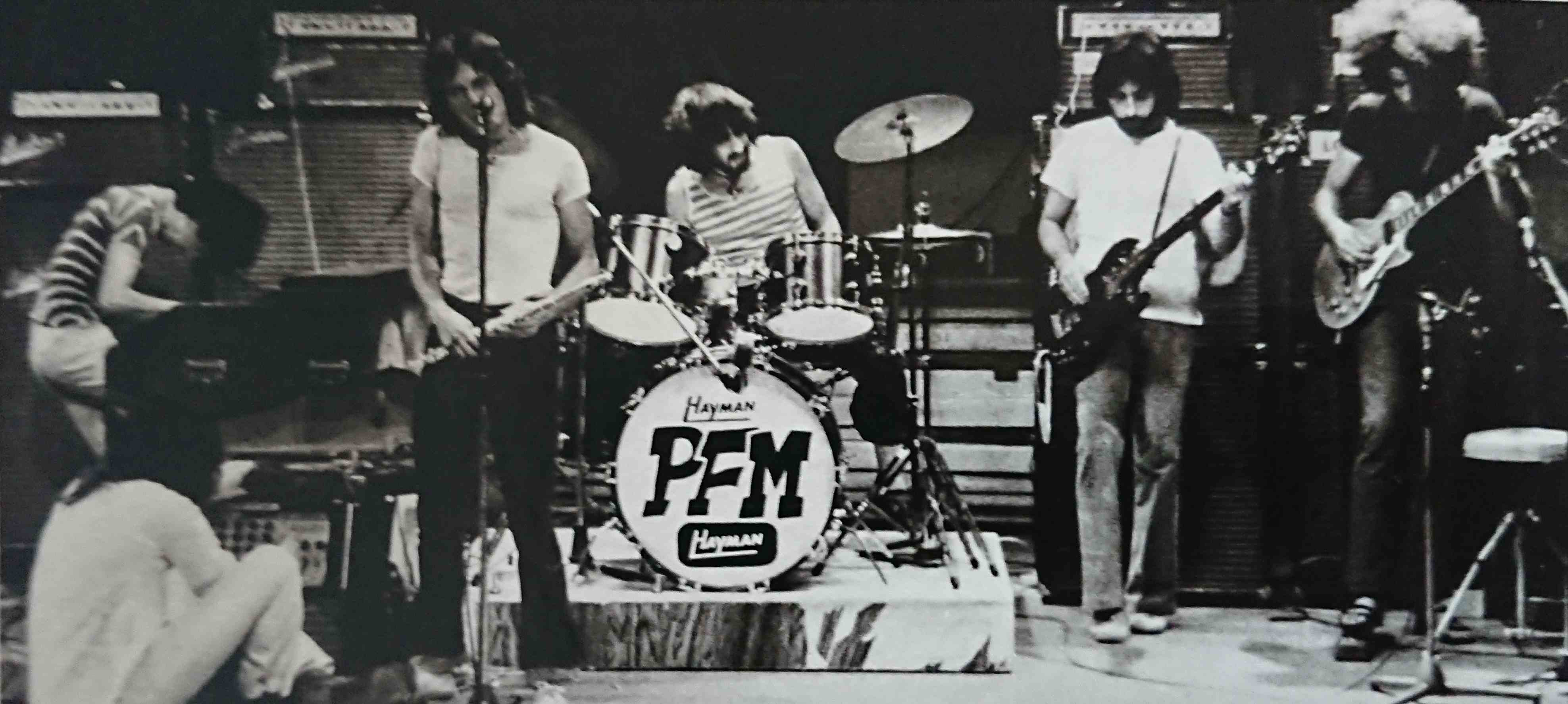
Un'esibizione del gruppo nel 1976

Nel 1975 entrò in organico il cantante Bernardo Lanzetti proveniente dagli Acqua Fragile. La PFM, in effetti, non aveva un cantante di ruolo. Tutti, più o meno a turno, si dedicavano al canto, ma questo aveva il grande difetto di rendere un po' anonimo il gruppo (a differenza delle grandi band nelle quali era presente un front man, possibilmente dotato di buona voce e di presenza carismatica). Inoltre il nuovo cantante aveva dimestichezza con la lingua inglese avendo studiato negli Stati Uniti. Con Lanzetti il gruppo iniziò a registrare il nuovo disco, il quarto, intitolato Chocolate Kings. Alla fine del tour promozionale del disco, questa volta realizzato solo in versione inglese, la PFM suonò alla Royal Albert Hall di Londra davanti alla Regina Madre. In quel periodo, inoltre, il gruppo ottenne un grande successo, anche commerciale, in Giappone, dove si recò per una fortunata serie di concerti. In seguito la PFM tornò nel Nord America e nel Regno Unito per un nuovo tour. Chocolate Kings, accolto tiepidamente oltreoceano, ebbe invece grande successo nel mercato britannico. Particolarmente infelice fu, da un punto di vista promozionale, la scelta di una immagine della bandiera degli Stati Uniti d'America accartocciata sulla copertina del disco.
Al ritorno in Italia Mauro Pagani, stanco del continuo girovagare e desideroso di iniziare un percorso musicale personale, lasciò il gruppo per intraprendere la carriera solista. Con l'uscita di Pagani termina, di fatto, il periodo di più grande creatività e successo per la PFM.
Nel frattempo l'interesse per il genere progressive iniziò a calare velocemente. Quasi tutte le grandi band inglesi e americane iniziarono la parabola discendente da un punto di vista artistico e della popolarità. Anche la PFM risentì del nuovo clima che porterà nel giro di pochi mesi all'affermazione del punk rock e della new wave.

### La nuova avventura all'estero
Il gruppo decise comunque di tentare nuovamente l'affermazione nel mercato statunitense dopo il mezzo flop di Chocolate Kings. Firmarono un contratto con la Elektra Asylum a Los Angeles. In California i componenti del gruppo ebbero modo di ascoltare e assorbire molta nuova musica, rimanendo in particolare colpiti dal fusion. Durante le prove per il nuovo album conobbero il violinista californiano Greg Bloch che partecipò alla registrazione del quinto disco, uscito nel 1977 e intitolato Jet Lag. Con Jet Lag la PFM fondò anche una propria etichetta discografica, la Zoo Records. In ogni caso questo disco, le cui atmosfere vagamente jazz colpirono favorevolmente la critica statunitense, fu anche l'ultimo del periodo internazionale della PFM.
Nel 1978 usci Passpartù, cantato in italiano, che riportò le sonorità del gruppo a una dimensione più tradizionale rivolta maggiormente al pubblico e al mercato nazionale. La copertina dell'album fu affidata a un esordiente Andrea Pazienza e i testi al cantautore Gianfranco Manfredi. La svolta musicale e artistica del gruppo creò dei problemi con Bernardo Lanzetti che abbandonò poco dopo, dedicandosi alla carriera solista e ripercorrendo, almeno inizialmente, la strada musicalmente più "americana" della precedente incarnazione della PFM.

### In concerto con Fabrizio De André
Nel 1978 la PFM incontrò nuovamente Fabrizio De André (con cui aveva collaborato al tempo de I Quelli per la realizzazione dell'album La buona novella) e con il cantautore genovese realizzò un tour da cui verrà tratta una fortunata coppia di album dal vivo e nel quale ri-arrangiò numerosi brani celebri di De André (celeberrima la versione, arrangiata dalla PFM in chiave progressive, de Il pescatore, arrangiamento che De André continuerà ad utilizzare anche in tutti i suoi concerti successivi).
Quanto imparato con De André fu importantissimo per il gruppo, che iniziò a dedicare maggiore attenzione ai testi e all'aspetto comunicativo della propria musica. Al gruppo si era nel frattempo aggiunto il polistrumentista Lucio "Violino" Fabbri, mentre Franz Di Cioccio assunse il ruolo di front man e di cantante. Di Cioccio fu quindi affiancato, durante i concerti, dal batterista Walter Calloni che in seguito diventò membro effettivo del gruppo.

### Il nuovo successo italiano
Frutto di questa nuova incarnazione musicale e stilistica fu l'album Suonare suonare del 1980.
Il disco ebbe un buon successo in Italia e la PFM riuscì a ritagliarsi un angolo di popolarità anche in un periodo in cui il rock progressivo era ormai "roba vecchia". Dopo l'uscita del disco Flavio Premoli, stanco della vita "on the road", lasciò il gruppo senza essere sostituito (almeno fino all'uscita di Miss Baker, nel quale alle tastiere figura Vittorio Cosma).
Anche l'album successivo, Come ti va in riva alla città (1981), ebbe un discreto successo. La musica è orientata a un rock più immediato e più in linea con i gusti degli anni ottanta e, finalmente, sono i componenti del gruppo a scrivere i testi. Franz Di Cioccio, ormai uomo-immagine, diviene il volto noto e riconoscibile di questa nuova incarnazione della PFM. Per molti aspetti Suonare suonare e Come ti va in riva alla città anticipano l'affermazione del rock italiano degli anni successivi. Dal lungo tour seguente, che ebbe un grande riscontro di pubblico, fu tratto l'album live Performance (il quarto dopo Cook e i due con De André), uscito nel 1982.
Nel 1984 uscì Pfm? Pfm!, che ottenne un buon successo anche al di fuori della cerchia dei conoscitori del gruppo grazie al pezzo Capitani coraggiosi, ma scontentò i fan più legati al progressive per un eccessivo uso della tecnologia. Il successivo Miss Baker (1987) ebbe minore fortuna dato il momento di stanca del gruppo, in procinto di sciogliersi per molto tempo. L'album segnò il rientro come coautore in alcuni brani di Mauro Pagani.

### Gli anni di silenzio e il ritorno

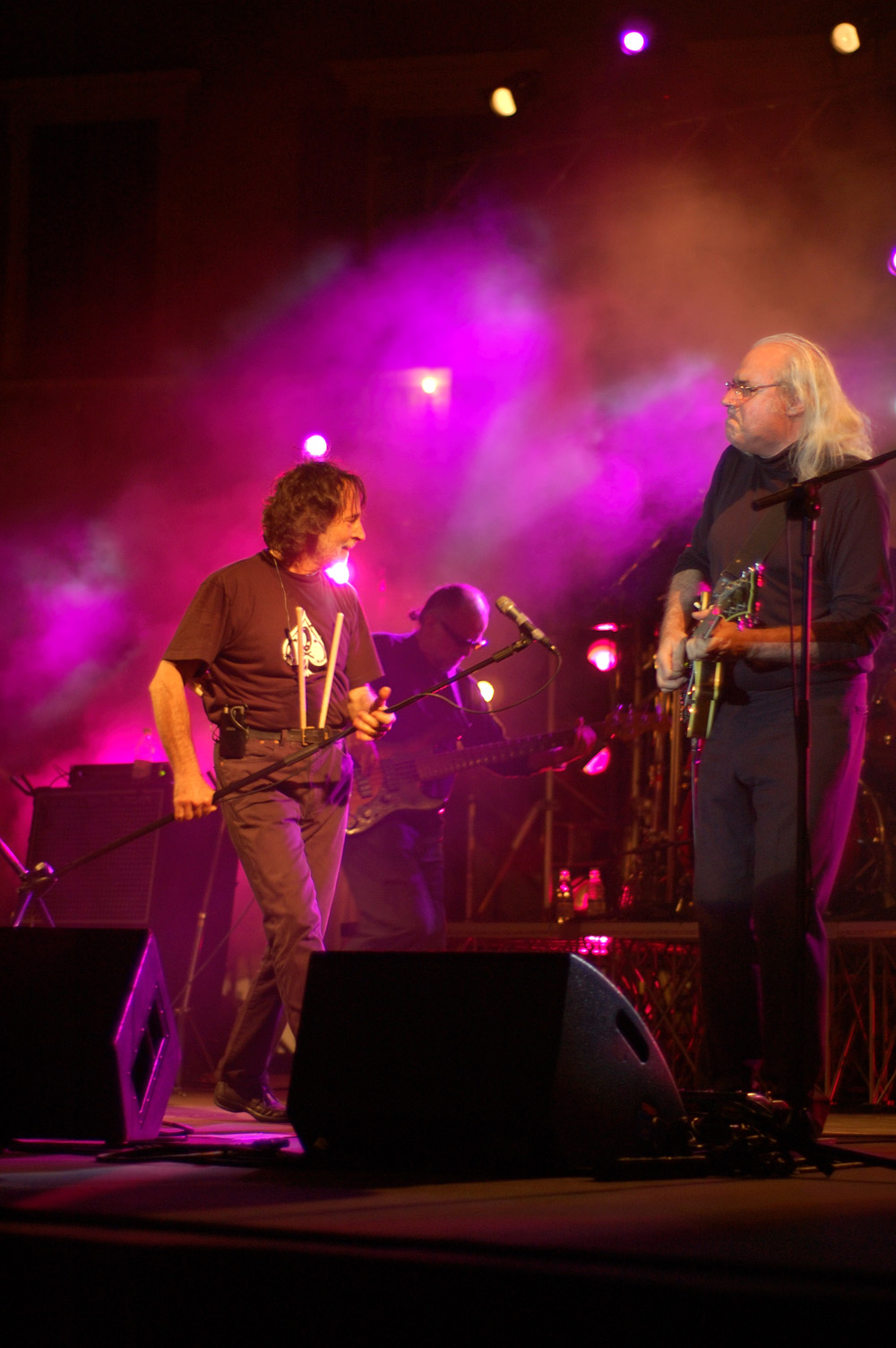
Franz Di Cioccio e Franco Mussida durante un concerto a Modena nel 2007

Dopo l'esperienza non esaltante dell'ultimo disco, nel 1987 i membri della PFM decisero, di comune accordo, di non suonare più in pubblico, quindi ogni singolo componente cercò nuovi stimoli in collaborazioni personali o nell'esperienza solistica: ufficialmente però la PFM non si è mai sciolta.

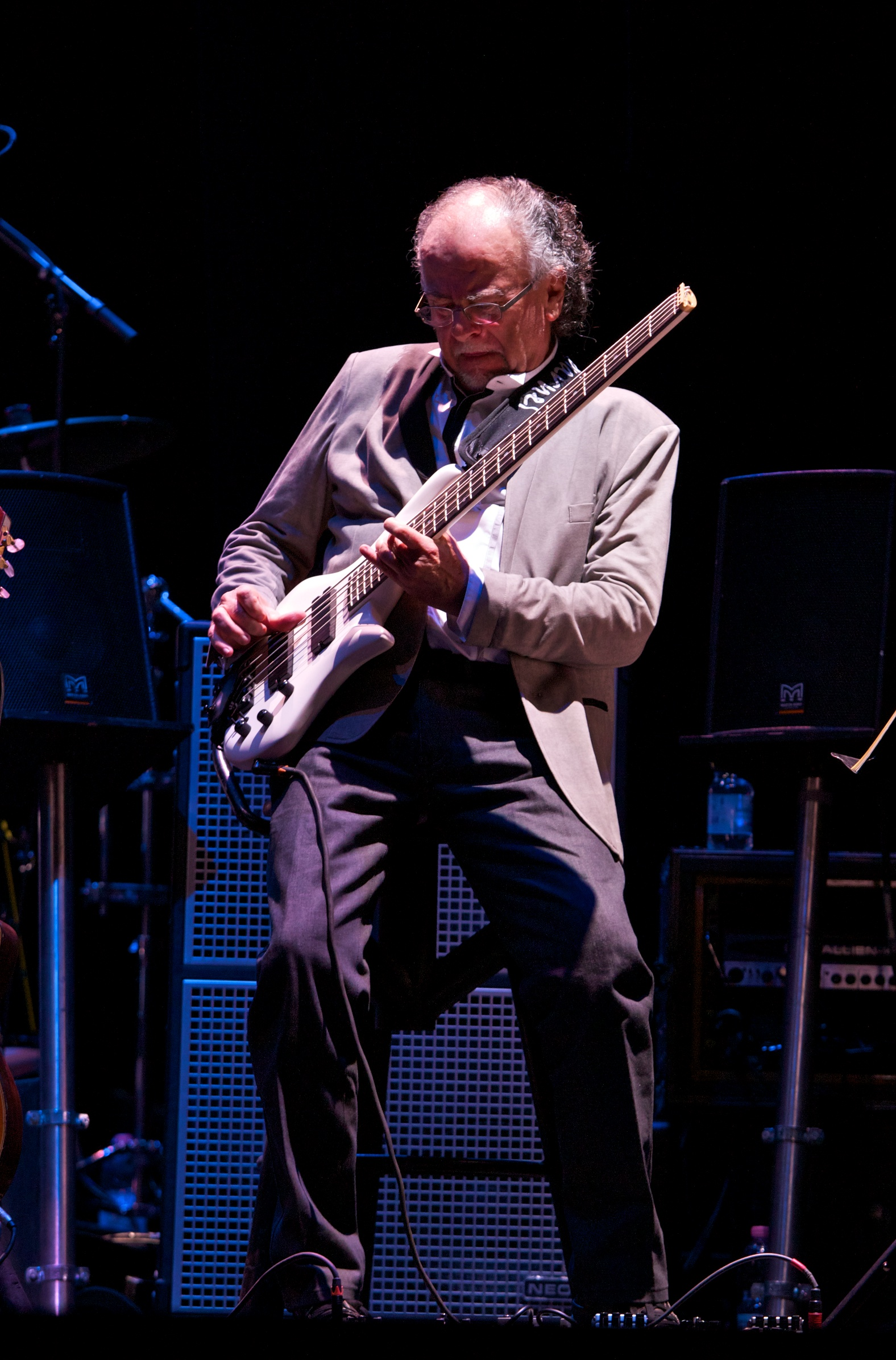
Patrick Djivas durante un concerto di PFM in Classic nel 2011

Dopo alcuni anni, cominciarono a circolare le voci di un possibile ritorno sulle scene del gruppo. Nel 1996 uscì il quadruplo CD celebrativo 10 Anni Live - 1971-1981, raccolta dei bootleg registrati nel corso degli anni dalla band stessa contenente del materiale molto interessante per gli appassionati, dalle origini del gruppo (quando agli esordi ancora eseguiva cover dei King Crimson, dei Jethro Tull, ecc.) al periodo internazionale, al periodo di Suonare suonare.

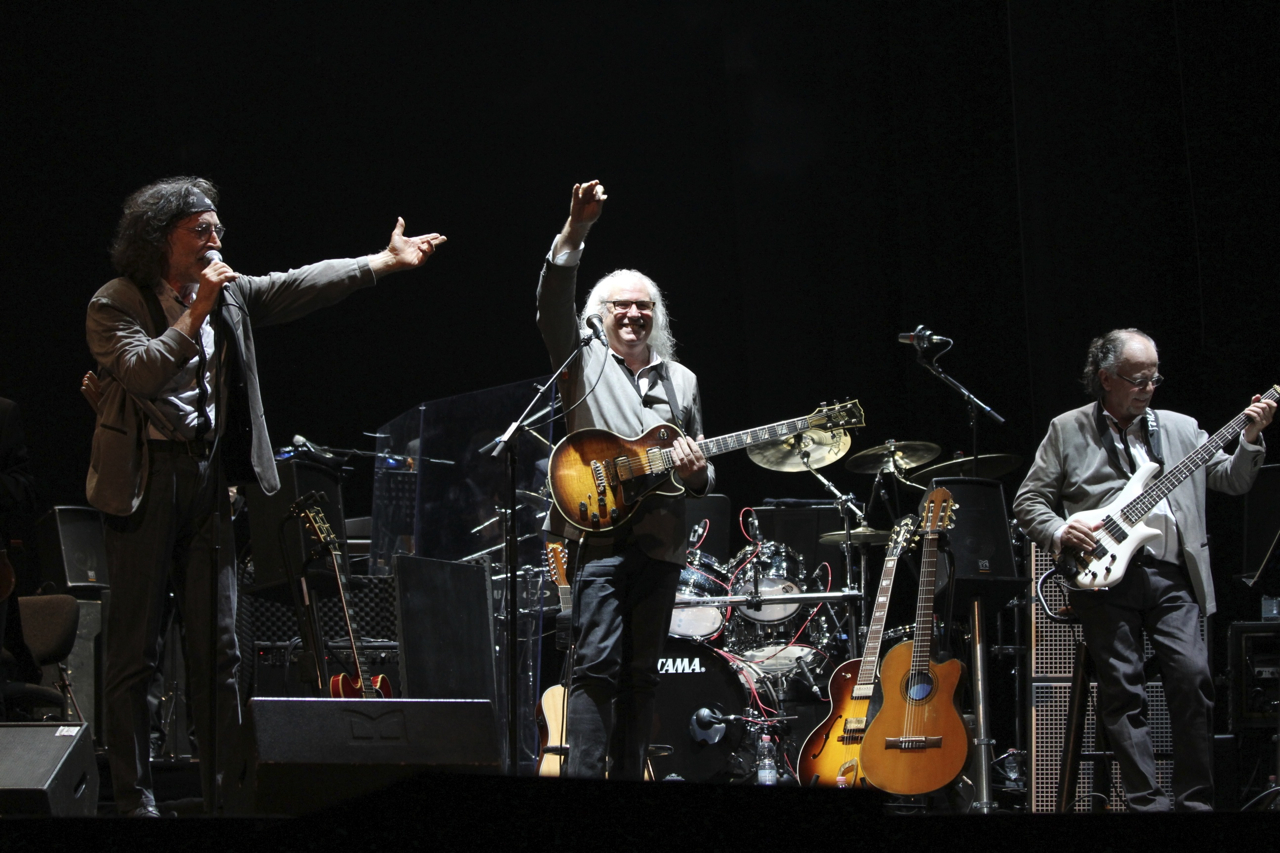
La PFM durante un concerto di PFM in Classic nel 2011

L'anno successivo, a dieci anni dall'ultimo lavoro inedito, la PFM ritornò con l'album Ulisse (del 1997), cui seguì una serie di ottimi concerti dal vivo. Ulisse è un concept album dedicato al tema del viaggio, ispirato al poema omerico, i cui testi sono di Vincenzo Incenzo.
Nel 1998 uscì il doppio album dal vivo www.pfmpfm.it: il Best, tratto dalla tournée seguita a Ulisse, che consacrò il ritorno al successo. Della formazione fanno parte Franz Di Cioccio, Patrick Djivas, Franco Mussida e Flavio Premoli (tornato nel gruppo dopo 17 anni), accompagnati nel tour dal batterista di supporto Roberto Gualdi (che tuttora collabora con la PFM), dall'australiano Phil Drummy ai fiati e da Stefano Tavernese al violino.
Nel 2000 uscì l'album Serendipity. Due anni dopo il gruppo cambiò management affidandosi a Iaia De Capitani e partì subito per una lunga serie di concerti in tutto il mondo che culminò, nello stesso anno, con il ritorno in Giappone. L'evento fu celebrato anche con l'uscita di un altro doppio album dal vivo, Live in Japan 2002, contenente tra le altre il brano Sea of Memory cantato da Peter Hammill dei Van der Graaf Generator. Oltre ai quattro membri ufficiali, la formazione di questo album ha visto anche Lucio Fabbri e il batterista Pietro Monterisi, temporaneamente subentrato a Roberto Gualdi che per impegni precedentemente presi non poté partecipare alla tournée nipponica.
Il 29 agosto 2003, nell'ambito della manifestazione "Siena: la città aromatica" (organizzata tutti gli anni da Mauro Pagani), il gruppo si riunì nella formazione "classica" per un concerto in Piazza del Campo. La registrazione di questo concerto venne pubblicata su CD il 21 gennaio 2004. Un'edizione speciale dell'album era accompagnata anche da un DVD; la scaletta del CD e del DVD combaciano solo parzialmente: alcuni brani presenti sull'uno mancano sull'altro, e viceversa, sostituendo su CD i brani in cui appare nel DVD Piero Pelù come guest star.
Per il venticinquesimo anniversario dello storico tour del 1979, nel 2004 la band cominciò a portare in tour lo spettacolo PFM canta De André con cui rendeva omaggio al vecchio amico e collega scomparso cinque anni prima. Per il nuovo tour mondiale, nel 2005 la PFM ha fatto tappa per la prima volta in Brasile (San Paolo, Rio de Janeiro, Belo Horizonte), quindi a Bethlehem in Pennsylvania (Stati Uniti d'America) per la partecipazione alla "Notte delle Leggende", un evento speciale dedicato a un grande artista della musica mondiale. La PFM si è esibita poi a Città del Messico (due show consecutivi per la troppa affluenza di pubblico) e in Canada, riscuotendo un buon successo di stampa e di pubblico.
Nel 2005 la PFM ha lanciato un nuovo progetto: Dracula, "un'opera rock" sul modello di lavori di ampio respiro come Tommy, degli Who, e il celebre Jesus Christ Superstar di Andrew Lloyd Webber. Il 14 ottobre 2005 uscì il nuovo disco, con una selezione di 11 brani tratti dall'opera e interpretati dalla PFM stessa. Il 4 marzo 2006 seguì il debutto teatrale di Dracula, prodotto da David Zard cui seguirà prossimamente l'uscita di un doppio album contenente l'intera rock opera interpretata dalle voci degli attori teatrali.
Per tutto il 2006 la band ha alternato due spettacoli: PFM canta De André e Stati di immaginazione. Nato da una idea di Iaia De Capitani, manager del gruppo dal 2002, Stati di immaginazione vede il gruppo suonare e improvvisare su alcuni video, nella costruzione di un personalissimo e immaginifico percorso, in cui la musica diventa il mezzo per accompagnare gli spettatori all'interno dei filmati.
Nella primavera 2006 Flavio Premoli lascia di nuovo la PFM e viene sostituito dal tastierista Gianluca Tagliavini, che aveva suonato con la band già nel tour statunitense 2005 e nel tour in Corea e Giappone nei primi mesi del 2006. Il 24 novembre 2006 esce il doppio album CD+DVD Stati di immaginazione, registrazione in studio dei nuovi brani presentati nell'omonimo tour per tutto il 2006. È il primo album dopo la seconda uscita dal gruppo di Premoli, che comunque figura come autore di due brani. Come membri effettivi vengono accreditati solo Mussida, Djivas e Di Cioccio, con Lucio Fabbri, rientrato nel gruppo da "special guest" e Gianluca Tagliavini segnato come esterno.
Nel 2009 hanno cantato nel disco di Claudio Baglioni Q.P.G.A., nella traccia L'ultimo sogno. Il 18 febbraio dello stesso anno la PFM si esibisce per la prima volta nella sua storia al festival di Sanremo. Il gruppo è chiamato come ospite per omaggiare i dieci anni dalla scomparsa di Fabrizio De André; sono stati eseguiti Bocca di Rosa e Il pescatore insieme ai due attori italiani Claudio Santamaria e Stefano Accorsi.
Nel 2010 esce l'album A.D. 2010 - La buona novella, una reincisione con nuovi arrangiamenti (e con l'aggiunta di oltre mezz'ora di brani strumentali) dell'album La buona novella di Fabrizio De André del 1970 nel quale avevano suonato I Quelli con la partecipazione di Mauro Pagani; a seguito di quell'esperienza, I Quelli e Pagani si unirono per dar vita a I Krel che divennero poi la Premiata Forneria Marconi.
Il 9 novembre 2010 la PFM partecipa al festival Prog Exhibition tenutosi al Teatro Tendastrisce di Roma, chiudendo con il proprio concerto la prima delle due serate dell'evento che celebra i 40 anni della musica progressive, suonando alcuni brani anche insieme a Ian Anderson dei Jethro Tull. Pochi mesi dopo Aereostella pubblica il cofanetto costituito da 7 CD + 4 DVD Prog Exhibition - 40 anni di musica immaginifica, che contiene, nei CD 3 e 4 e nel DVD 2, la performance integrale della PFM con Ian Anderson.
Il 18 febbraio 2011 la PFM partecipa al 61º Festival di Sanremo nella serata dedicata ai duetti, eseguendo con Roberto Vecchioni il brano Chiamami ancora amore (brano che il giorno seguente sarà decretato vincitore della manifestazione). L'esibizione di Vecchioni con la PFM risulterà anche la più televotata della serata. Il duetto visto sul palco anticipa una collaborazione che parte dal Festival della Canzone Italiana e porterà a un progetto futuro che vedrà ancora la PFM insieme a Roberto Vecchioni.
Il 22 febbraio 2011 la PFM pubblica un cofanetto contenente il meglio della propria produzione dedicata a Fabrizio De André intitolato Amico Faber. Al suo interno sono contenuti PFM canta De André (CD+DVD), A.D. 2010 - La buona novella (CD), un libretto di 16 pagine con foto mai viste prima scattate da Guido Harari e 3 stampe fotografiche inedite dello stesso De André. Il 14 maggio presso la Sala Sinopoli dell'Auditorium Parco della Musica di Roma, nell'ambito della VI Giornata Nazionale del Malato Oncologico promossa dalla FAVO, il gruppo si esibisce in un concerto diviso in due parti distinte. Nella prima parte viene proposto il repertorio PFM canta De André con i maggiori successi di Fabrizio De André negli arrangiamenti dalla PFM, mentre nella seconda parte vengono proposti i maggiori successi del gruppo.
Nel 2011 debutta il progetto PFM in Classic, che il gruppo prepara dal periodo successivo all'uscita di Stati di immaginazione, e che li vede rileggere, con nuovi arrangiamenti e improvvisazioni, le composizioni dei più grandi musicisti classici come Ludwig van Beethoven, Wolfgang Amadeus Mozart, Giuseppe Verdi e Gioachino Rossini. Da allora PFM porta il progetto in giro per tutta Italia (oltre alle costanti tournée di PFM canta De André, Stati di immaginazione, 35 e un minuto e Successi PFM) con un tour che li vede in ogni tappa accompagnati dalle migliori orchestre dei luoghi che li ospitano. Il progetto è destinato a portare alla realizzazione di un CD e di un DVD, uscito il 10 settembre 2013, eseguito assieme all'Orchestra Sinfonica di Asti con le orchestrazioni e la direzione del M° Bruno Santori.
Il 17 aprile 2012 viene pubblicato l'album Live in Roma, che contiene la performance della PFM al Prog Exhibition con Ian Anderson, corrispondente ai CD 3 e 4 del cofanetto del progetto discografico legato alla manifestazione.
Il 16 ottobre la PFM festeggia i 40 anni dall'esordio discografico pubblicando PFM Celebration 1972-2012. Il box set contiene la versione rimasterizzata (ma non remixata) dei primi due album della band, entrambi del 1972, Storia di un minuto e Per un amico, e un terzo cd (intitolato Road Rarities) con esecuzioni live suonate e registrate nel corso degli anni dalla band. In più il cofanetto contiene un libro di 60 pagine, curato da Sandro Neri, ricco di aneddoti, racconti e foto inedite di quel periodo. La PFM ha affidato il progetto grafico e la copertina della raccolta a Guido Harari. Oltre alla versione in 3 cd, dal 30 ottobre Celebration è anche disponibile in edizione triplo vinile, contenente anch'essa il libro.
Il 25 ottobre Aereostella distribuisce Storia di un minuto - Il primo disco di PFM, libro scritto da Antonio Oleari e Renzo Stefanel per la collana "Libri a 33 giri", in cui vengono raccontate la genesi e la realizzazione del primo album della band attraverso le voci e le testimonianze dei protagonisti.
A fine 2012 la PFM esegue e registra con Antonella Ruggiero una cover del brano Meraviglioso di Domenico Modugno per una pubblicità di Edison.
Il 14 febbraio 2015 il gruppo è ospite della serata finale del Festival di Sanremo, dove propone, insieme a una rappresentanza della banda dell'esercito, una rilettura della Ouverture del Nabucco di Giuseppe Verdi per i 100 anni dalla prima guerra mondiale.

### L'abbandono di Mussida e l'entrata di Marco Sfogli
Il 15 marzo 2015 Franco Mussida annuncia l'addio al gruppo dopo 45 anni di carriera. Il motivo, secondo quanto dichiara lo stesso Mussida, è legato allo stress ed ai numerosi impegni che non gli consentono più di essere presente agli appuntamenti artistici con la band. «Non lasciai solo la PFM, il gruppo con il quale sono cresciuto fin da ragazzo, ma 50 anni di emozioni raccolte in Musica, in migliaia di concerti e in decine di album». Mussida viene sostituito, il 30 marzo dello stesso anno, dal chitarrista Marco Sfogli.
Nel 2016 la rivista inglese Classic Rock UK li ha posizionati al 50º posto tra i "100 migliori artisti più importanti del mondo", mentre Rolling Stone UK ha inserito l’album Photos of ghost al 19º posto tra i "dischi più importanti della musica progressive".
Il 15 settembre 2017 la Premiata Forneria Marconi ha reso disponibile per il download digitale il singolo Quartiere generale (pubblicato anche in lingua inglese con il titolo di Central District), segnando il primo inedito della formazione a distanza di undici anni. In contemporanea all'uscita del singolo è stato annunciato anche il diciassettesimo album in studio Emotional Tattoos, doppio album composto da brani in lingua italiana e dalle corrispettive versioni in lingua inglese. Pubblicato il 27 ottobre, l'album è stato anticipato anche dal secondo singolo La lezione, promosso dal relativo videoclip.
Nel 2018 ha ricevuto a Londra il prestigioso riconoscimento come “International Band of the year” ai Prog Music Awards UK, mentre nel 2019 la rivista inglese PROG UK nomina Franz Di Cioccio tra le 100 icone della “musica che hanno cambiato il nostro mondo” (unico musicista del mondo latino).
A partire dal 2019, in occasione dei 40 anni dai concerti con Fabrizio De André, il gruppo ha intrapreso il tour PFM canta De André - Anniversary, che ha visto il ritorno dello storico tastierista Flavio Premoli in qualità di ospite.
Il 22 ottobre 2021 il gruppo ha pubblicato l'album I Dreamed of Electric Sheep - Ho sognato pecore elettriche, che ha visto come ospiti d'eccezione Ian Anderson (flauto) e Steve Hackett (chitarra).

## Formazione

### Attuale
- Franz Di Cioccio – batteria, percussioni, voce (1970-presente)
- Patrick Djivas – basso (1974-presente)
- Lucio Fabbri – violino, tastiera, chitarra (1979-1987, 2000-presente)
- Alessandro Scaglione – tastiera, voce (2012-presente)
- Eugenio Mori – batteria (2020-presente)
- Giacomo Castellano – chitarra elettrica (2024-presente)

### Ex componenti
- Franco Mussida – chitarra, voce (1970-2015)
- Flavio Premoli – tastiera, voce (1970-1980, 1997-2006)
- Mauro Pagani – strumentazione varia, voce (1970-1977)
- Bernardo Lanzetti – voce (1975-1978)
- Giorgio "Fico" Piazza – basso (1970-1974)
- Alessandro Bonetti – violino, seconde tastiere
- Walter Calloni – batteria aggiuntiva (1982-1987)
- Phil Drummy – flauto, sassofono (1998)
- Roberto Colombo – tastiera (1978-1980)
- Roberto Gualdi – batteria (1997-2020)
- Alberto Bravin – tastiera aggiuntiva, chitarra acustica, voce (2015-2022)
- Marco Sfogli – chitarra elettrica (2015-2024)

### Ex turnisti
- Greg Bloch – violino (1977)
- Vittorio Cosma – tastiera (1984-1989)
- Piero Monterisi – batteria aggiuntiva (2000-2012)
- Demo Morselli – tromba (1987)
- Gianluca Tagliavini – tastiera (2006-2012)
- Stefano Tavernese – chitarra, violino (1997-1999)

## Discografia

### Album in studio
- 1972 – Storia di un minuto
- 1972 – Per un amico
- 1973 – Photos of Ghosts
- 1974 – L'isola di niente
- 1974 – The World Became the World
- 1975 – Chocolate Kings
- 1977 – Jet Lag
- 1978 – Passpartù
- 1980 – Suonare suonare
- 1981 – Come ti va in riva alla città
- 1984 – PFM? PFM!
- 1987 – Miss Baker
- 1997 – Ulisse
- 2000 – Serendipity
- 2005 – Dracula Opera Rock
- 2006 – Stati di immaginazione
- 2017 – Emotional Tattoos
- 2021 – I Dreamed of Electric Sheep - Ho sognato pecore elettriche

### Album dal vivo
- 1974 – Live in USA
- 1982 – Performance
- 1996 – 10 Anni Live - 1971-1981
- 1998 – www.pfmpfm.it (il Best)
- 2002 – Live in Japan 2002
- 2004 – Piazza del Campo
- 2008 – PFM canta De André
- 2011 – Prog Exhibition - 40 anni di musica immaginifica
- 2012 – Live in Roma
- 2014 – Un'isola
- 2014 – Un amico
- 2015 – Un minuto
- 2015 – A Ghost
- 2015 – The World
- 2023 – The Event - Live in Lugano

### Raccolte
- 1976 – PFM the Award-Winning Marconi Bakery
- 1976 – Prime impressioni
- 1976 – Celebration
- 1977 – Antologia
- 1982 – SuperStar Collection
- 1988 – L'album di... PFM
- 1990 – Il rock
- 1993 – I grandi del rock
- 1994 – PFM Story
- 1997 – A Celebration
- 1998 – Gli anni '70
- 2000 – Pieces from Manticore
- 2001 – Golden Collection
- 2007 – 35...e un minuto
- 2011 – I Quelli
- 2011 – Amico Faber
- 2012 – PFM Celebration 1972-2012
- 2016 – PFM Marconi Bakery 1973-1974
- 2018 – TVB - The Very Best 1972-2018

### Album tributo
- 2010 – A.D. 2010 - La buona novella
- 2013 – PFM in Classic: Da Mozart a Celebration

## Tributi
- Maestro della voce, nell'album Suonare suonare, in ricordo di Demetrio Stratos.[28]